# Julian Huxley
Sir Julian Sorell Huxley, FRS, angleški evolucijski biolog in humanist, * 22. junij 1887, London, Anglija, † 14. februar 1975, London.
Prihajal je iz znane angleške rodbine Huxley. Rodil se je kot prvi sin angleškega pisatelja in urednika Leonarda Huxleyja, njegov ded je bil slavni naravoslovec Thomas Henry Huxley. Njegova brata sta pisatelj Aldous Huxley in fiziolog ter nobelovec Andrew Huxley.

## Otroštvo in zgodnja kariera
Odraščal je v družinski hiši v Surreyju, kjer je že kot otrok pokazal zanimanje za naravo in kjer ga je poučeval njegov ded. Na kolidžu Eton se je pod vodstvom učitelja W.D. Hilla pričel zanimati za ornitologijo. Leta 1906 je pričel s študijem na Univerzi v Oxfordu, kjer se je pričel zanimati za embriologijo in praživali ter diplomiral z odliko leta 1909. Naslednje leto je prevzel mesto demonstratorja na oddelku za zoologijo in primerjalno anatomijo Univerze ter pričel s sistematičnim opazovanjem vedenja vodnih ptic. Njegov članek o čopastih ponirkih iz leta 1914, ki je kasneje izšel v knjižni obliki, je eno temeljnih del o etologiji ptičev.
Leta 1912 ga je Edgar Odell Lovett povabil v ZDA da bi vodil ustanavljanje oddelka za biologijo pravkar ustanovljenega Riceovega inštituta (danes Riceova univerza, Houston, Teksas). V pripravah na službo docenta je tistega leta obiskal več vodilnih ameriških univerz in delal eno leto v Nemčiji, tik pred izbruhom prve svetovne vojne. Leta 1913 je po propadu ljubezenske zveze doživel prvi živčni zlom in leto kasneje še enega. Okreval je v sanatoriju, skupaj s svojim bratom, ki je prav tako trpel za klinično depresijo (podobno kot še več članov rodbine Huxley) in se kasneje obesil.
Septembra 1916 se je vrnil v Anglijo da bi sodeloval v vojni in se pridružil obveščevalnem korpusu Britanske kopenske vojske. Po vojni je postal višji demonstrator na oddelku za zoologijo Univerze v Oxfordu in se leta 1919 poročil z Juliette Baillot. Kmalu je doživel še en živčni zlom, tokrat resnejši in dolgotrajnejši, ki ga je spremljala bipolarna motnja z obdobji hude depresije.
Leta 1925 je postal profesor zoologije na King's College v Londonu, a je na presenečenje vseh dve leti kasneje odstopil in pričel delati s pisateljem H.G. Wellsom ter njegovim sinom na seriji knjig z naslovom The Science of Life. Zbirka, ki so jo končali leta 1929, je predstavljala izčrpen opis takratnega znanja biologije, vključno s teorijo evolucije, ki je bila na začetku 20. stoletja v javnosti še zelo kontroverzna tema. Tudi kasneje se je posvečal evoluciji in je bistveno prispeval k sodobni sintezi teorije evolucije iz Darwinovega naravnega izbora in Mendlove genetike.
Občasno je še predaval, vendar do konca 1920. let z akademsko kariero počasi zaključil. Leta 1929 je odšel v Vzhodno Afriko kot svetovalec kolonialnih oblasti v Britanski Vzhodni Afriki za izobraževanje. Tam se je zaljubil v osemnajstletno Američanko in predlagal ženi, da bi vsi trije vzpostavili neke vrste »svobodno zakonsko zvezo«. Odpotoval je v ZDA da bi našel službo in se kasneje poročil z novo izbranko, a je bil pri obojem neuspešen, zato se je leta 1931 vrnil v Anglijo k ženi.

## Kasnejša kariera
V naslednjih letih je veliko potoval in se ukvarjal z znanstvenimi ter političnimi aktivnostmi. Med drugim se je v Sovjetski zvezi seznanjal s planskim gospodarstvom in družbenimi načrti ter v Keniji nadzoroval ustanavljanje narodnih parkov. Leta 1935 je postal tajnik Zoološkega društva iz Londona in se naslednjih sedem let posvečal vodenju društva ter društvenih zooloških parkov - Londonskega živalskega vrta in Zoološkega parka Whipsnade. Zaradi nepotrpežljivosti in za tiste čase kontroverznih predlogov da bi približali živalske vrtove širšemu občinstvu (predvsem otrokom) ter zmanjšali privilegije članov je prišel v konflikt s starejšimi člani društva. Leta 1941 je odšel na turnejo predavanj v ZDA, ki jo je moral prisilno podaljšati zaradi vstopa ZDA v drugo svetovno vojno. To so izkoristili njegovi nasprotniki v Zoološkem društvu za njegovo odstranitev.
Leta 1943 je ponovno odšel v Vzhodno Afriko kot član kolonialne komisije za iskanje primernih krajev za ustanavljanje univerz v članicah Skupnosti narodov. Tam je zbolel za hepatitisom in doživel ponoven živčni zlom, kar ga je povsem onesposobilo. Okreval je celo leto.
Leta 1946 je bil udeležen pri ustanavljanju Organizacije ZN za izobraževanje, znanost in kulturo (UNESCO) in postal njen prvi generalni direktor. V času svojega službovanja je napisal knjižico o namenu in filozofiji Unesca, ki je danes njen uradni dokument, in promoviral ideje o omejevanju človeške populacije ter izboljševanju človekovih dednih lastnosti z evgeniko. V tem času je bil tudi soustanovitelj Svetovnega sklada za naravo (WWF).
Huxley je bil mojster v predstavljanju znanstvenih idej javnosti in je bil do konca svojega življenja aktiven popularizator znanosti, tako v pisni obliki kot na radiu in televiziji. Poleg tega se je kot humanist javno opredeljeval do vrste socioloških tem, predvsem nadzora velikosti človeške populacije, sekularizma ipd. Kljub zgodnjemu entuziazmu nad sovjetsko ureditvijo je postal kasneje glasen kritik stalinizma. Med letoma 1959 in 1962 je bil predsednik Britanskega evgeničnega društva.

## Priznanja
Za svoj prispevek k popularizaciji znanosti je leta 1953 prejel Unescovo nagrado Kalinga. Za delo na področju evolucijske biologije je leta 1956 prejel Darwinovo medaljo Kraljeve družbe in leta 1958 Darwin-Wallaceovo medaljo Linnejevega društva. Tega leta je bil tudi povišan v viteza.